# Álvaro Fernández Burriel
Álvaro Fernández Burriel (?, 1879 - Barcelone, 1936) était un militaire espagnol.
Ancien combattant de la guerre du Rif, Fernández Burriel était commandant d’une brigade de cavalerie à Barcelone au moment où éclata le coup d’État militaire de juillet 1936. En attendant l’arrivée de Goded, qui avait été désigné pour prendre la direction de l’insurrection à Barcelone, Fernández Burriel assuma le commandement initial du mouvement et sortit dans la rue avec ses troupes. Cependant, en raison notamment que la Garde civile choisit le camp républicain, les militaires rebelles échouèrent à s’emparer de Barcelone. Appréhendé par les autorités républicaines, Burriel et Goded furent exécutés le 16 août suivant.

## Biographie
Au terme d’une formation à l’Académie de cavalerie de Valladolid, où il avait été inscrit le 1er juillet 1896, Álvaro Fernández Burriel s’engagea dans la carrière militaire et prit part, au sein du corps de cavalerie, à la guerre du Rif, où il côtoya d’autres militaires promis à la notoriété, tels que Mola, Franco, Sanjurjo, etc. Promu général de brigade en août 1932, il exerça de 1933 à 1936 comme commandant de la base navale de Port Mahon, sur l’île de Minorque, et fut mis en juillet 1936 à la tête de la 2e brigade de cavalerie, avec siège à Barcelone.
Fernández Burriel figurait, avec le commandant de la 4e Brigade d’artillerie, le général Legorburu Domínguez, comme l’un des chefs de file de la conspiration anti-républicaine à Barcelone. Lors du soulèvement militaire de juillet 1936, il joua donc un rôle actif, consistant à diriger les troupes rebelles à Barcelone avant l’arrivée de Manuel Goded, lequel allait bientôt rejoindre la capitale catalane au départ de Majorque, où il occupait le poste de commandant général des Baléares, et sous les ordres de qui Fernández Burriel était tenu de se placer. C’est du reste à la dernière heure que Goded avait été désigné pour diriger le soulèvement à Barcelone, en lieu et place du général Manuel González Carrasco, qui ne jouissait pas de la pleine confiance des conspirateurs. Ainsi, le 19 juillet à cinq heures du matin, dans l’attente de Goded, Fernández Burriel lui-même donna à sa garnison l’instruction de sortir à la rue, haranguant les troupes sous le cri de « Vive une République meilleure ! ». Goded débarqua à Barcelone vers midi et assuma alors le commandement, cependant, par suite du refus du général Aranguren d’associer la Garde civile à la rébellion, il suffira de quelques heures à peine pour que le coup d’État soit définitivement mis en échec à Barcelone. 
Après l’écrasement de l’insurrection militaire à Barcelone, Fernández Burriel aussi bien que Goded furent mis en détention dans l’après-midi du 19 juillet, puis emmenés sur le navire-prison Uruguay (anciennement Infanta Isabel de Borbón). Jugés en conseil de guerre, qui se tint à bord de l’Uruguay, les deux hommes furent condamnés à mort et fusillés le matin du 12 août 1936 dans le château de Montjuïc à Barcelone.